# Olympische Sommerspiele 1932/Leichtathletik – Diskuswurf (Frauen)

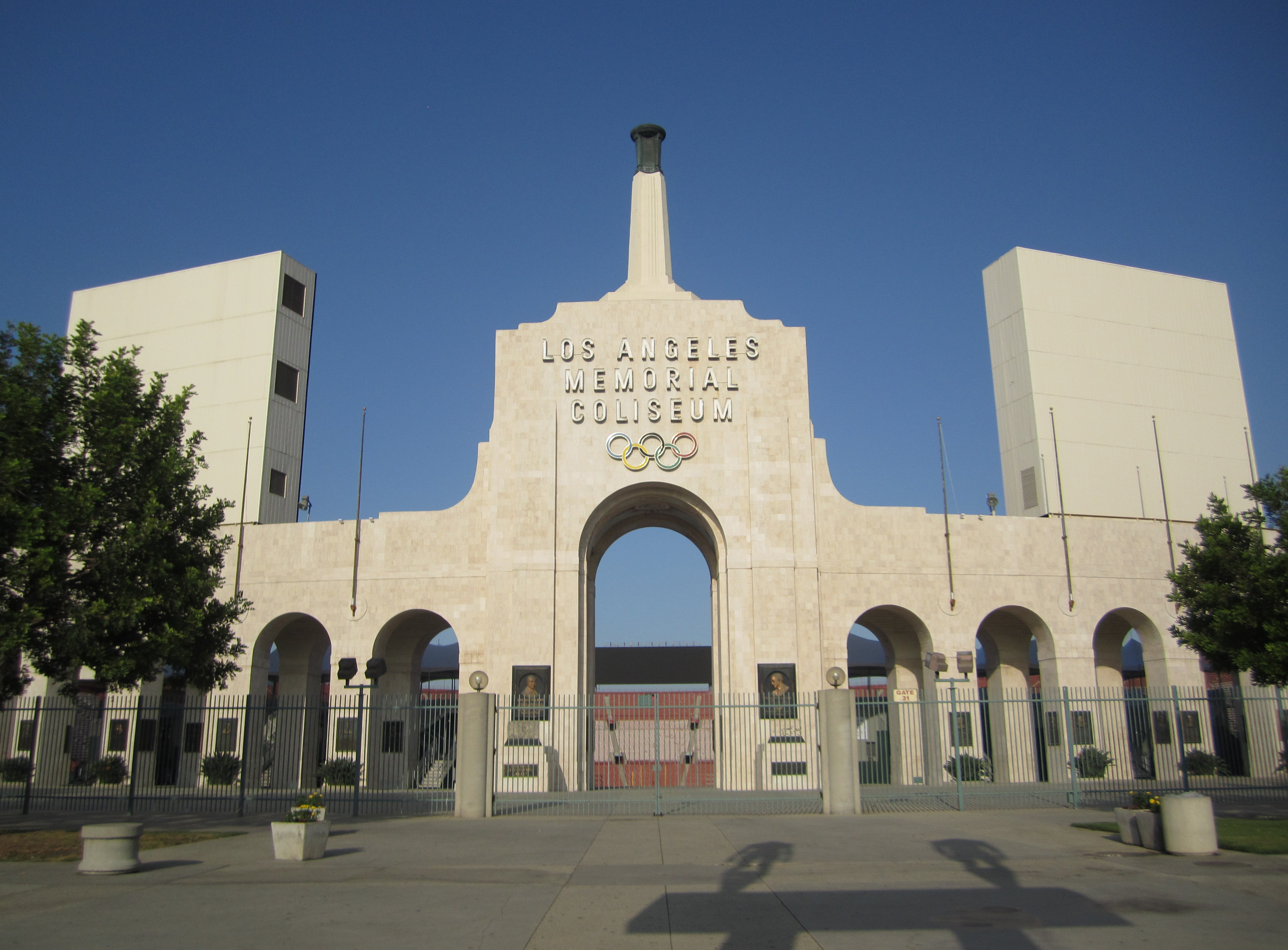
Eingang zum Los Angeles Memorial Coliseum

Der Diskuswurf der Frauen bei den Olympischen Spielen 1932 in Los Angeles wurde am 2. August 1932 im Los Angeles Memorial Coliseum ausgetragen. Neun Athletinnen nahmen teil.
Olympiasiegerin wurde die US-Amerikanerin Lillian Copeland vor ihrer Landsfrau Ruth Osburn. Die polnische Weltrekordinhaberin Jadwiga Wajs gewann die Bronzemedaille.

## Rekorde

### Bestehende Rekorde
| Weltrekord         | 42,43 m | Jadwiga Wajs ( Polen)     | Łódź, Polen                      | 19. Juni 1932 |
| Olympischer Rekord | 39,52 m | Halina Konopacka ( Polen) | Finale OS Amsterdam, Niederlande | 31. Juli 1928 |

### Rekordverbesserungen
Der bestehende olympische Rekord wurde zweimal verbessert:
- 40,12 m – Ruth Osburn (USA), Wettkampf am 2. August, erster Durchgang
- 40,58 m – Lillian Copeland (USA), Wettkampf am 2. August, sechster Durchgang

## Wettkampfresultat
Datum: 2. August 1932
| Platz | Name                   | Nation          | Weite   | Anmerkung |
| ----- | ---------------------- | --------------- | ------- | --------- |
| 1     | Lillian Copeland       | USA             | 40,58 m | OR        |
| 2     | Ruth Osburn            | USA             | 40,12 m |           |
| 3     | Jadwiga Wajs           | Polen           | 38,74 m |           |
| 4     | Tilly Fleischer        | Deutsches Reich | 36,12 m |           |
| 5     | Grete Heublein         | Deutsches Reich | 34,66 m |           |
| 6     | Stanisława Walasiewicz | Polen           | 33,60 m |           |
| 7     | Ishizu Mitsue          | Japan           | 33,52 m |           |
| 8     | Ellen Braumüller       | Deutsches Reich | 33,15 m |           |
| 9     | Margaret Jenkins       | USA             | 30,22 m |           |

Der Diskuswurf war kein Wettbewerb mit technisch ausgereiften Leistungen. Die Polin Jadwiga Wajs, die noch im Juni mit 42,43 m einen neuen Weltrekord aufgestellt hatte, war nur ein Schatten ihrer selbst und gewann mit 38,74 m gerade noch die Bronzemedaille, weil auch die Deutsche Grete Heublein nicht die vorher von ihr schon gezeigten Leistungen erreichte und Fünfte wurde. Gold und Silber machten überraschend die beiden US-Amerikanerinnen Ruth Osburn und Lillian Copeland unter sich aus. Die Versuchsserien sind nicht mehr zu ermitteln. Bekannt ist, dass Ruth Osburn schon im ersten Versuch mit 40,12 m in Führung ging. Bis zum letzten Durchgang behauptete die erst 18-jährige Osburn ihre Spitzenposition. Nicht einmal ein halbes Jahr vor den Spielen hatte sie zum ersten Mal überhaupt einen Diskus in die Hand genommen, aber schon bei den US-Olympiaausscheidungen war sie siegreich. Mit ihrem letzten Versuch konnte Copeland, die vier Jahre zuvor in Amsterdam Silber errungen hatte, dann aber noch kontern und gewann die Goldmedaille mit neuem olympischen Rekord. Osburn und Copeland waren die einzigen Athletinnen, die weiter als vierzig Meter warfen.

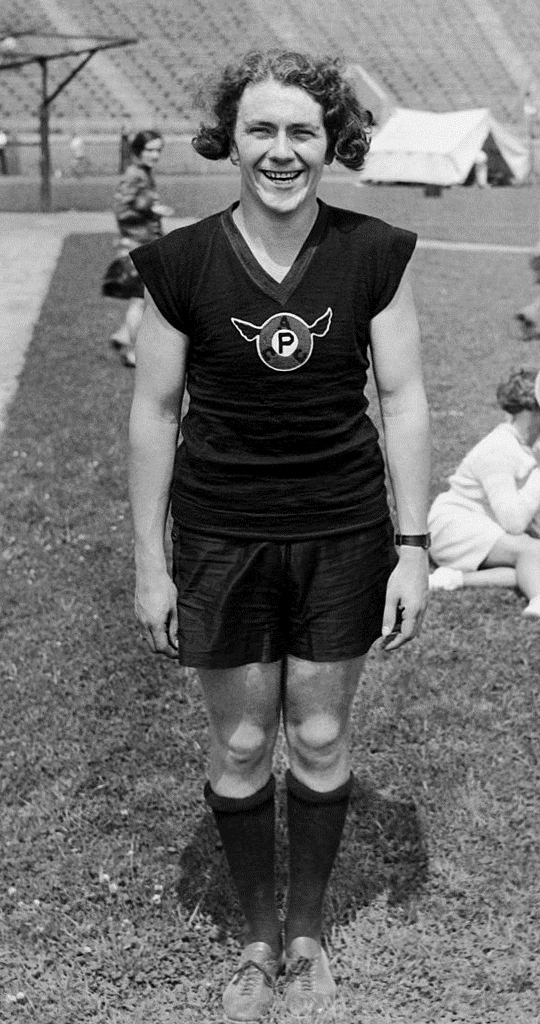
Lillian Copeland, 1928 Olympiazweite, errang mit ihrem letzten Wurf Gold
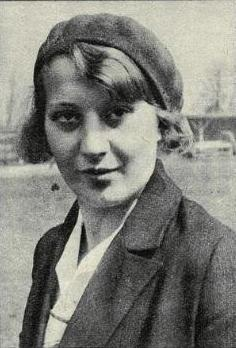
Die polnische Weltrekordlerin Jadwiga Wajs gewann die Bronzemedaille
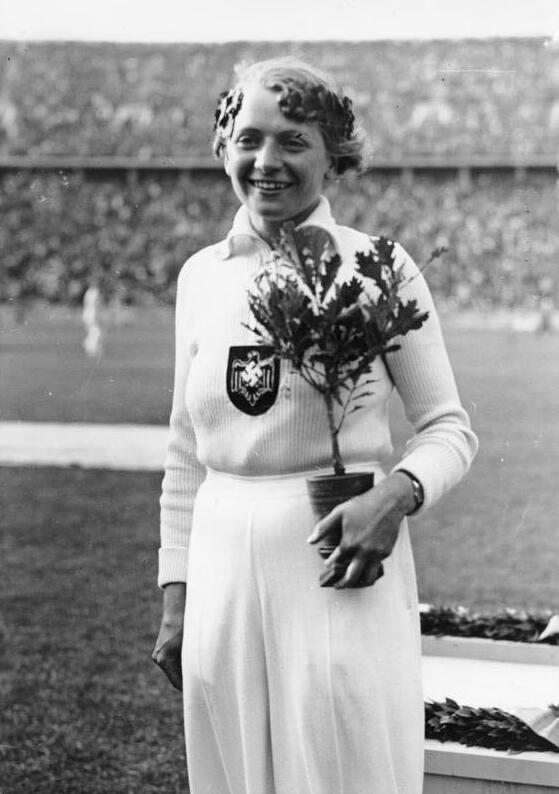
Tilly Fleischer, vier Jahre später Speerwurf-Olympiasiegerin, kam auf den vierten Platz
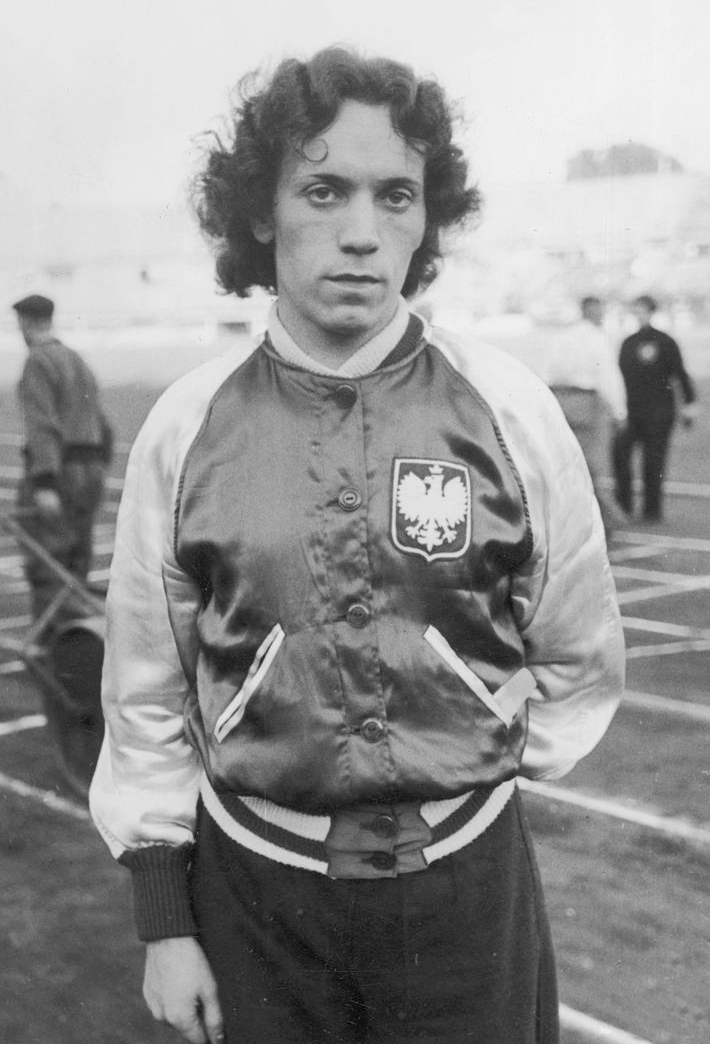
Die 100-Meter-Olympiasiegerin Stanisława Walasiewicz erreichte im Diskuswurf Platz sechs